# غلامحسین تبریزی
شیخ غلامحسین ترک تبریزی (زادهٔ ۱۳۰۳ در وایقان و درگذشتهٔ ۱۳۵۹ در مشهد) از روحانیان شیعه اهل ایران است. حاج شیخ محمد تقی مجتهدزاده (عبدخدایی) محمدمهدی عبدخدایی و محمدهادی عبدخدایی از فرزندان او هستند.

## تولد و سال‌های آغازین
غلامحسین تبریزی معروف به «شیخ غلامحسین ترک» در سال ۱۳۰۳ در خانواده‌ای مذهبی در یکی از شهرهای شهرستان شبستر به نام وایقان چشم به جهان گشود. وی در مدرسه طالبیه تبریز به تحصیل پرداخت. در این مقطع، شیخ محمد خیابانی هم حجره وی بود و سید احمد کسروی نیز هم دوره او. تبریزی پس از گذراندن دروس سطح، برای ادامه تحصیل، به حوزه علمیه نجف هجرت نمود و از درس استادان آن‌جا بهره‌مند شد که عبارتند از:
- آخوند خراسانی
- سید محمدکاظم یزدی
- محمدحسین غروی اصفهانی
- شریعت اصفهانی
- میرزا ابوالحسن انگجی

## مبارزه با الحاد
وی برای مقابله با افکار کمونیسم، در میان مردم و جوانان جلسات تفسیر قرآن و سخنرانی راه‌اندازی کرد. محمدمهدی عبدخدایی می‌گوید:
«ایشان برای اولین بار در تبریز جلسات تفسیر قرآن را متداول می‌کند، که ترک‌ها به آن سیره می‌گویند.»
وی در سال ۱۳۴۳ اقدام به تأسیس جمعیت دیانتی کرد تا مردم تبریز را در مقابل تبلیغات سوء افرادی که آن‌ها را عوامل بیگانه و روشنفکران غرب‌زده می‌دانست، قدرتمند سازد. وی همچنین نشریه‌ای به نام «تذکرات دیانتی» را چاپ و به شهرهای مختلف ایران می‌فرستاد. متن نشریهٔ فوق هم‌اکنون در بخش مطبوعات قدیمی سایت کتابخانه، موزه و مرکز اسناد مجلس موجود است.
تبریزی اعزام میسیونرها و مبلغان مسیحی را توطئه و سیاست بیگانگان می‌دانست.
او در رابطه با سیاست تبلیغی میسیونرهای بین‌المللی از نطق قدیس «آناتولیسکوس» می‌گوید:
«اهم مسایلی که بر عهده مبلغان مسیحی است، به‌کارگیری نکات زیر است:

1. توزیع کتب مقدمه و نشر آن در کشورهای اسلامی.

2. دعوت مسلمانان از راه دایر کردن مراکز پزشکی، به دلیل نیازی که آنان به این خدمات دارند.

3. اعمال تهذیبیه از طریق تأسیس مدارس.

4. دیدار زنان کاهن از منازل مسلمانان.»

## قیام مسجد گوهرشاد
در هفدهم دی ۱۳۱۴ که رضا شاه رسماً اعلام کشف حجاب کرد، او در مشهد بود؛ زیرا بعد از قیام مردم و روحانیت تبریز، به مشهد تبعید شده و در همان‌جا ماندگار گردید. وی در یکی از شبستان‌های مسجد گوهرشاد نماز جماعت اقامه می‌کرد.
فردی به نام سینا واحد، نام ۳۱ نفر از عالمانی را که در قیام مردم در مسجد گوهرشاد شرکت داشتند را می‌آورد که نام او نیز جزء آنان است. این نویسنده ادامه می‌دهد که:
«از صبح روز یکشنبه، ۱۲ ربیع‌الثانی ۱۳۵۴ یعنی ۱۳۱۴/۱۰/۱۷ چند ساعت پس از حماسه خونین (مردم در مسجد) گوهرشاد، بازداشت روحانیان شروع می‌شود. عده زیادی گرفتار می‌شوند و عده‌ای دیگر مخفی شده و سپس ایران را ترک می‌کنند.»

## ارتباط با فداییان اسلام
در مشهد شاخه‌ای از فدائیان اسلام تشکیل گردید که در رأس آن غلامحسین تبریزی قرار داشت. وی نشریه «خداپرستی» را به درخواست اعضای این حزب به زبان ساده منتشر کرد و به درخواست آقایان: محمدتقی شریعتی، مهذب، صعودی و چند نفر از مدیران و فرهنگیان عصرهای جمعه جلسه تفسیر برقرار کرد.
وی در جریان انجمن‌های ایالتی و ولایتی، نامه‌ها و تلگراف‌هایی در حمایت از نهضت سید روح‌الله خمینی ارسال کرد.
وی در آستانه پیروزی انقلاب اسلامی ایران، بیانیه‌ای دربارهٔ اهمیت تشکیل حکومت اسلامی صادر کرد.
او اقامه نماز جمعه را واجب می‌دانست؛ به همین جهت از سال ۱۳۲۸ تا اوایل سال ۱۳۵۹ در مسجد گوهرشاد، نماز جمعه اقامه می‌کرد.

## تدریس
وی در تبریز و مشهد عصرهای جمعه برای مردم، تفسیر قرآن می‌گفت و سالیان متمادی در منزل خود، خارج اصول و سطح را تدریس می‌نمود.

## تألیفات
وی علاوه بر مجموعه نشریه‌های «تذکرات دیانتی»، «راحت»، «ندای حق»، «خداپرستی»، حدود هفتاد جلد کتاب به نگارش درآورده است که بعضی از آن‌ها عبارتند از:
- نکت اعتقادیة
- راهنمای سعادت
- رهبر حقیقت
- مجموعه الدروس الدینیة
- الانوار اللامعة
- الدرر الثمینة
- اصول مهذبة[۵] (در زمینه اصول فقه)
- ترجمه کتاب اعتقادات شیخ مفید
- ترجمه «وجوه اعجاز قرآن» علامه بلاغی و ندای راستی در رد مردوخ کردستانی.[۶]

## فعالیت‌های اجتماعی
وی به کمک سید جواد خامنه‌ای، در مشهد مدرسه دارالتعلیم دینی تأسیس کرد. او مدرسه علمیه جعفریه را برای طلاب ساخت و ۲۵ سال بیمه پزشکی و بهداشت طلاب مشهد را بر عهده گرفت.

## درگذشت
غلامحسین تبریزی در ۲۴ خرداد سال ۱۳۵۹ برابر با اول شعبان سال ۱۴۰۰ در سن ۹۷ سالگی در اثر سکته در مشهد درگذشت و در حرم علی بن موسی‌الرضا در کنار سید عبدالکریم هاشمی‌نژاد به خاک سپرده شد.